# 佐倉みき
佐倉 みき（さくら みき、1995年9月6日 - ）は、日本の女性アイドル、タレント。埼玉県さいたま市出身。FreoMotto（旧社名フレオマネジメント）所属。アイドルグループ「未完成のキャラメル」の創設メンバー。

## 略歴
2008年、同じ埼玉県出身である川島海荷が出演していた『コード・ブルー -ドクターヘリ緊急救命-』を見た影響を受け、芸能界を目指すようになった。その後、ももいろクローバーZの公演を見てアイドルを目指すようになる。
2015年、専門学校の最後の頃に愛乙女☆DOLLのオーディションの新メンバー募集に応募し合格。芸能活動未経験者では唯一のメンバーとなり、同年12月に正式加入して、活動を開始した。
2018年12月、ユーザー参加型アイドル応援写真アプリ「CHEERZ」にて、CHEERZオリジナル写真集の表紙掲載イベントにて、2位と8万8,000票（単位はCHEER）以上の大差で優勝し表紙の掲載が決定した。1週間で50万3,918票（単位はCHEER）を獲得した。同時に、マンスリーランキングも3位まで急浮上した。
2022年9月30日、2023年春をもって愛乙女☆DOLLの現体制での活動終了、メンバー全員の卒業を発表した。
2023年3月26日、ヒューリックホール東京で行われたライブをもって、愛乙女☆DOLLを卒業した。
同年8月より芸能事務所フレオマネジメント（現FreoMotto）に移籍。さらに同年12月、自身が発起人となりメンバーを集め、アイドルグループ「未完成のキャラメル」を立ち上げた。

## 人物
- 愛乙女☆DOLLの同僚であった日向春菜とはプライベートでも仲が良く、二人の事を互いの愛称を掛け合わせてファンからは『ぽんナンデス』と呼ばれている。
- 料理が得意で、ハッシュタグ　#ぽんこごはんでTwitterなどに自炊写真をよく載せている。
- ファンの総称は、ぽんぽんファミリー。

### 性格
- アイドル未経験、歌もダンスも素人から芸能活動を始めたが、かなり踊れるようになり、今では歌唱力の高さから『太田里織菜』と、共にグループのリードボーカルも務める。

### 嗜好
- 実家でマルチーズを飼っていた。名前はチャッピー。

### 趣味
- 料理
- サウナ
- 1人で行動
- 食べること
- 寝ること。最大18時間程寝たことがある。
- 好きなアニメは『とらドラ!』、『鬼滅の刃』。

### 特技
- 小学校の頃から水泳が得意で、何メートルでも泳ぐことが出来る。
- 書道は最高段位を授かり、先生として人に教えることが出来るレベルの実力を持つ。
- 元卓球部の友達に鍛えられたため、卓球が上手い。
- 犬が好きすぎて、犬の写真を見ただけで犬種がわかる。
- 記憶力がとてもよく、人の誕生日などすぐ覚えることが出来て忘れない。
- 学生時代は検定取得に力を入れた。現在は英検、電卓、簿記を含む7つ以上の資格を持つ。

## LIVE・ツアー
- 2015年9月13日 渋谷公会堂ワンマンライブ
- 2016年 2月 全国7都市ツアー(ファイナル渋谷TSUTAYA O-EAST)
- 2016年8月、『Character JAPAN ヒット祈願ライブ in 神田明神納涼祭り』。[5]
- 2016年 11月  全国11都市ツアー開始 ファイナル日本橋三井ホール
- 2019年3月3日　品川ステラボールワンマンライブ
- 2022年1月16日 Zepp Diver Cityワンマンライブ

## CD
- 2015年7月、シングル『カレンダーガール』発売 オリコンウィークリー7位
- 2016年12月 Heatup Dreamer 発売 オリコン5位
- 2016年 5月 アルバム DOLL COLLECTION Ⅱ 発売
- 2016年9月 ラブリー☆メラメラ サマータイム 発売 オリコン14位
- 2017年8月 『夜明け前、虹が差す』『光のシンフォニー』 2作同時リリース オリコン7位、8位 デイリー1位、2位 獲得
- 2019年　アルバム『Lovely Fighter!!』発売
- 2019年11月　未来航路　発売　オリコン5位、デイリー1位獲得
- 2020年9月　真夏イリュージョン　オリコン4位、デイリー1位獲得
- 2021年12月　Passion for Life オリコン6位、デイリー2位獲得

## 雑誌
- 2017年12月12日発売 美容雑誌 『bea's up』個人掲載[6]

- 2019年4月5日発売　雑誌　『ポトレマガジン× #CHEERZ』単独表紙、誌面掲載

- 2021年9月27日発売 雑誌 『アームズマガジン』個人掲載

- 2022年5月31日発売 雑誌 『BUBUKA』水着グラビア個人掲載